# Печать Дьявола
«Печать Дьявола» (англ. Mark of the Devil; оригинальное название «Ведьмы: измученные до крови», нем. Hexen bis aufs Blut gequält) — исторический фильм ужасов режиссёров Майкла Армстронга и Адриана Ховена, снятый в 1970 году о временах охоты на ведьм.

## Сюжет
Австрия, конец XVII века. Городской охотник за ведьмами Альбино безграмотен, поэтому не утруждает себя проведением расследований — обвинённые им люди сразу подвергаются экзекуции, в том числе и сожжению. Но вот в город прибывает лорд Кумберланд со своим учеником графом Кристианом фон Мерухом. Теперь процесс охоты на ведьм переходит на более высокий уровень. Однажды Альбино привлекает к суду возлюбленную Кристиана трактирщицу Ванессу.
Так как подозреваемые женщины не спешат признаваться в приписываемых им связях с Дьяволом, их активно подвергают пыткам, вследствие которых они готовы подтвердить всё, что угодно. Упорствующим же могут вырвать язык. Впрочем, иногда конфликты возникают и между охотниками за ведьмами. Так Альбино однажды пытается изнасиловать одну из смазливых горожанок, при этом его подручные убивают её возлюбленного. Об этом доносят Кумберланду, который требует призвать Альбино к ответу. Со своей стороны местный охотник сперва пытается договориться с влиятельным лордом о разделе денег и женщин, получаемых в процессе их ремесла. А когда Кумберланд в резкой форме отказывается, Альбино обвиняет его в импотенции. И тогда взбешённый лорд убивает его, причём на глазах своего юного ученика.
Жертвами охоты на ведьм становятся и молодой барон, отказывающийся передать своё имущество церкви, и зажиточные горожане, развлекающие своих детей куклами-марионетками, и девушка, утверждающая, что была изнасилована епископом и зачала от него… То, что Кристиан постоянно видит в застенках, заставляет его усомниться в правоте своего учителя. Он требует от Кумберланда отчёта в его действиях и даже помогает сбежать Ванессе. Тогда лорд приказывает арестовать своего ученика. Тем временем Ванесса подговаривает горожан расправиться с охотником на ведьм. Восставшая толпа захватывает замок инквизиции и жестоко расправляется с людьми лорда. Однако самому Кумберланду удаётся сбежать. Раскаявшегося же Кристиана разъярённые горожане хватают и вешают в окрестностях города — на горе безутешной Ванессы.

## Актёры
- Херберт Лом — лорд Кумберленд
- Удо Кир — граф Кристиан фон Мерух
- Оливера Вуко — Ванесса Бенедикт
- Реджи Нолдер — Альбино
- Херберт Фукс — палач
- Йоханнес Бузальски — адвокат
- Михаэль Майен — барон Даумер
- Габи Фукс — Дейдре фон Бергенштайн
- Адриан Ховен — знатный горожанин-кукольник
- Ингеборг Шёнер — жена знатного горожанина-кукольника
- Гюнтер Клеменс — Фридрих
- Дорис фон Данвиц — Элизабет